# Fajã Rasa

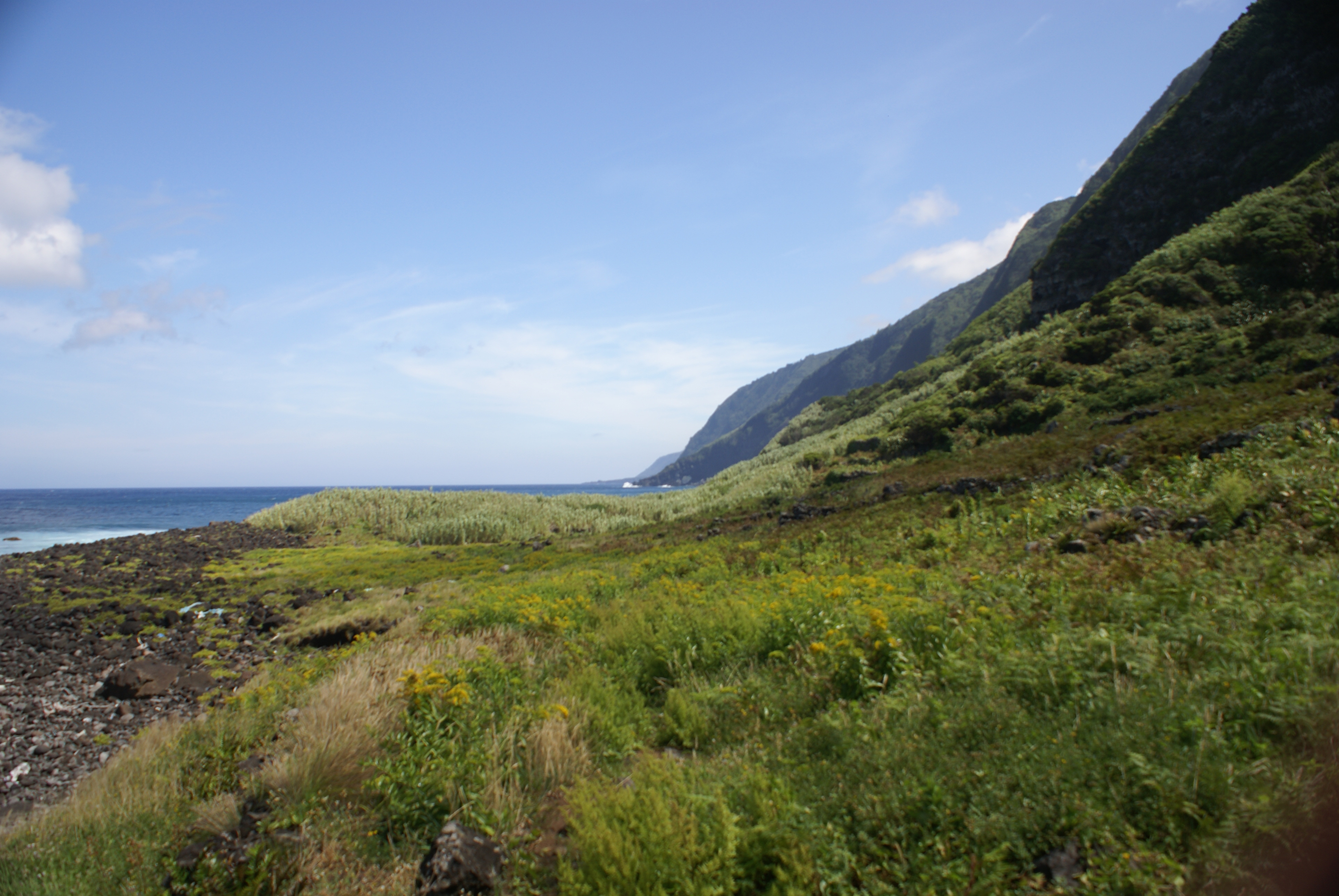
Fajã Rasa caminho entre esta fajã e a Fajã de Vasco Martins, falésias.

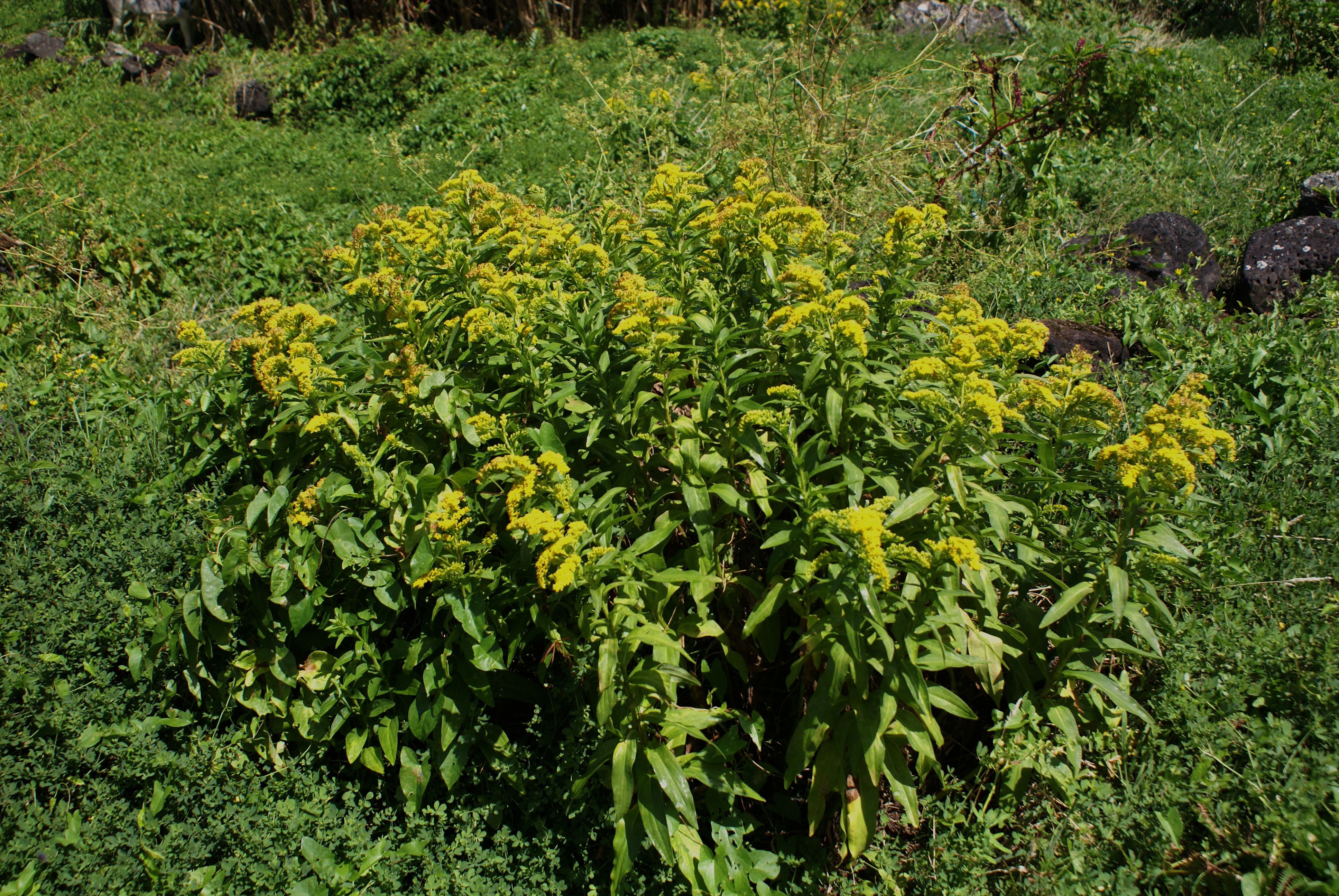
Cubres, Solidago sempervirens, Fajã Rasa.

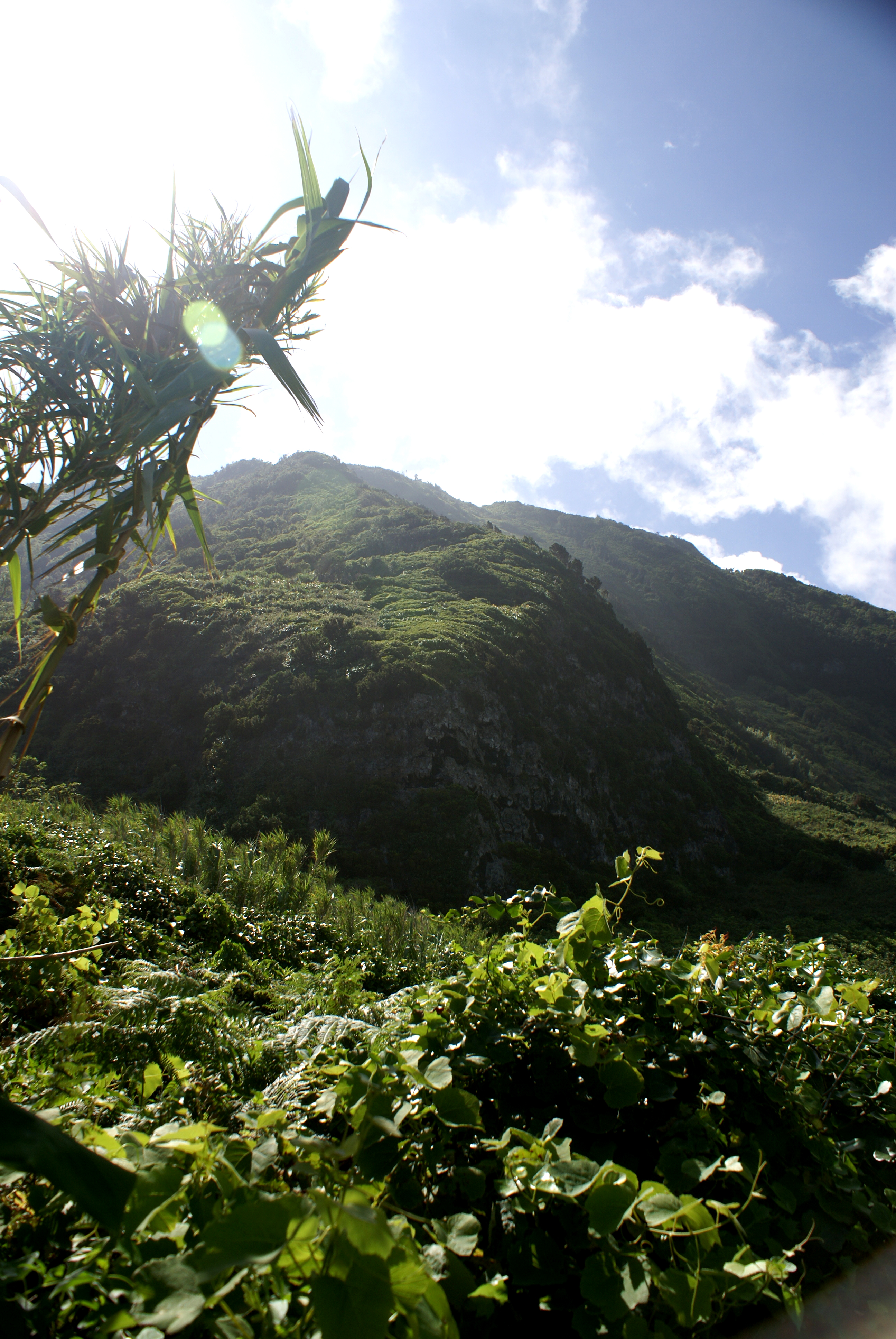
Fajã Rasa caminho entre esta fajã e a Fajã de Vasco Marins, Toledo.

A Fajã Rasa é uma curiosa fajã que pertence ao povoado do Toledo, concelho de Velas, ilha de São Jorge que se caracteriza pelo seu exotismo e pelo facto de ficar praticamente ao nível do mar, facto que lhe dá o nome, entre a Fajã de Vasco Martins e a Fajã de Manuel Teixeira ou do Meio, também pertence na sua grande maioria aos donos da Fajã de Vasco Martins.
Em tempos recuados teve quatro adegas que pertenciam a José Ávila, José Inácio da Costa, que possuía duas, e Francisco Silveira. Sendo que alguns deles também têm casa na Fajã de Vasco Martins.
Houve nesta fajã um fio de lenha, que retirava lenha das falésias para ser utilizada na parte baixa da fajã.
As pessoas dali chamam à ribeira que passa nessa fajã a Ribeira da Tia Ana, a qual nunca se seca, correndo até ao mar com muita água. Desce das falésias muitas vezes com forte estrondo dependendo das chuvas em altitude nas serras do Toledo.
Esta ribeira divide a Fajã do Manuel Teixeira ou do Meio, da Fajã Rasa.
A Fajã Rasa teve antigamente uma azenha na já referida Ribeira da Tia Ana. Hoje só resta na fajã um poço de baixa-mar com água, embora esteja um pouco descuidado e com ar de abandono.
No calhau desta fajã pescam-se muito e bom peixe como a Veja, o sargo, e a moreia.
Cultivava-se o inhame, mas em menor quantidade do que em tempos idos porque, com o Terramoto de 1980, perderam-se muitas das terras de cultivo. Também se cultivava a batata, a vinha, a cebola, o alho e outros legumes.
Levava-se para a fajã o gado para invernar e permaneciam lá durante o tempo das vindimas.
Nesta fajã encontra-se um dos maiores povoamentos conhecidos da espécies endémica da Macaronésia de Solidago sempervirens.

## Galeria

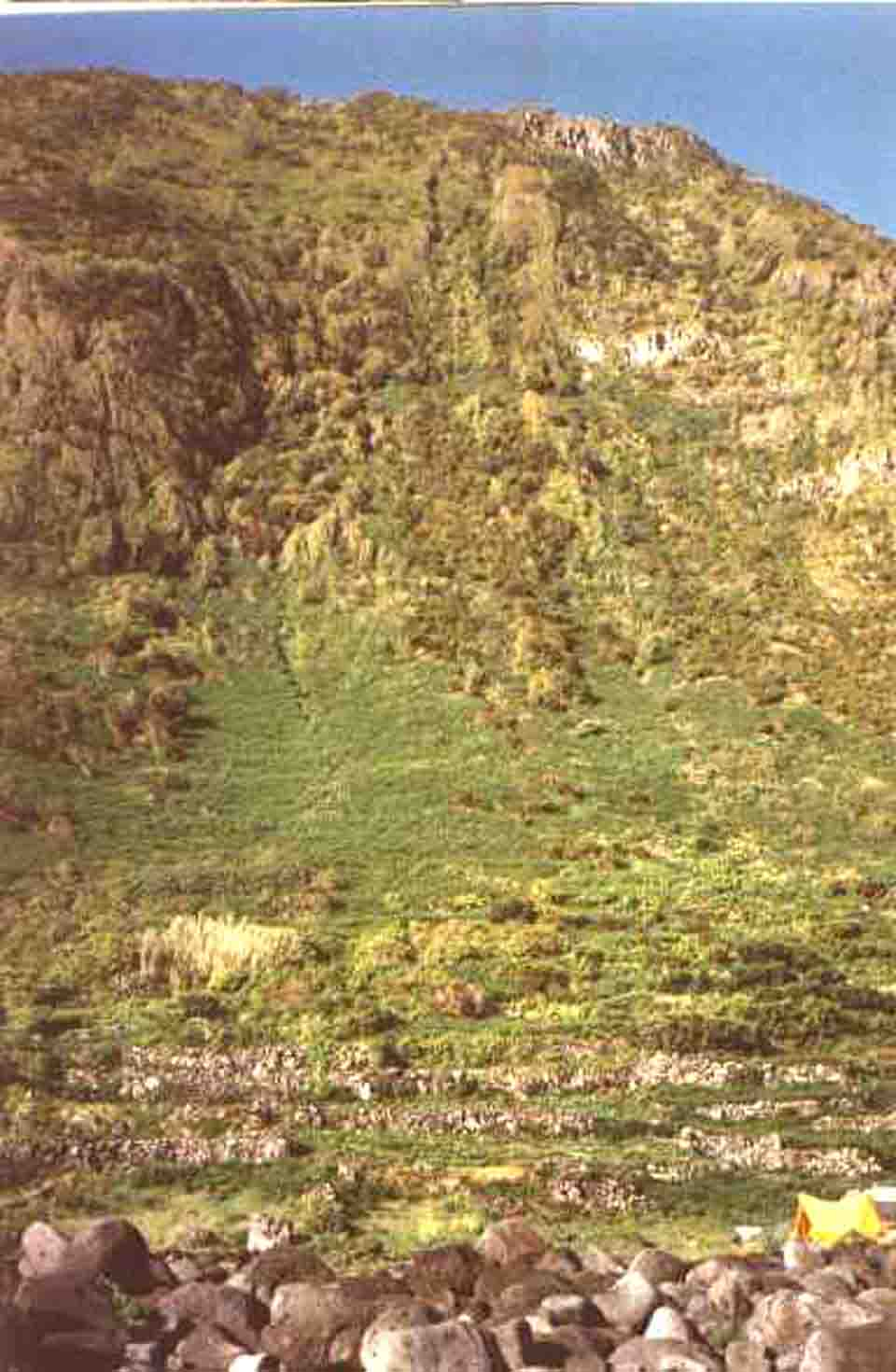
Fajã Rasa, Toledo, Falésia da Costa Norte,
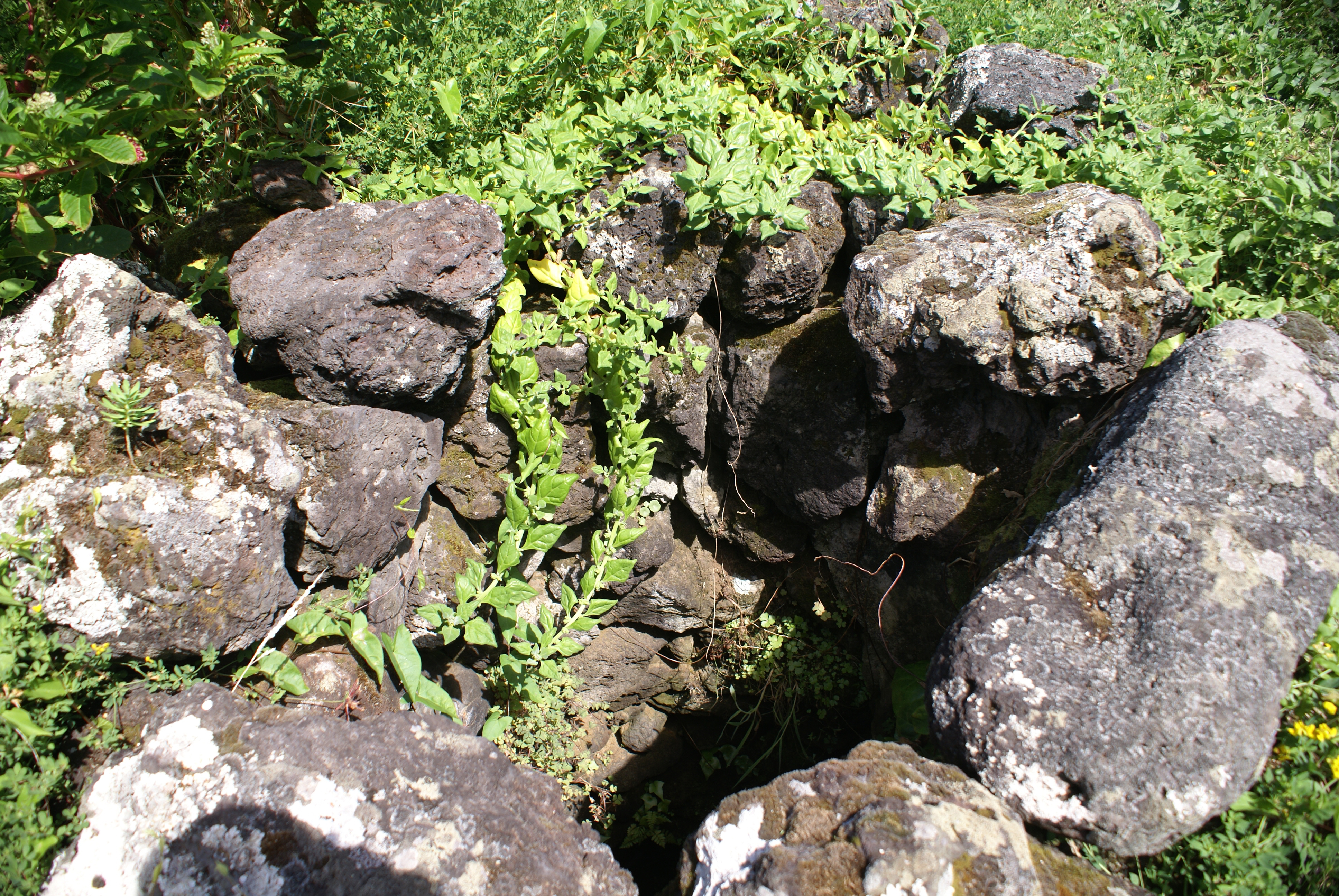
Poço de maré
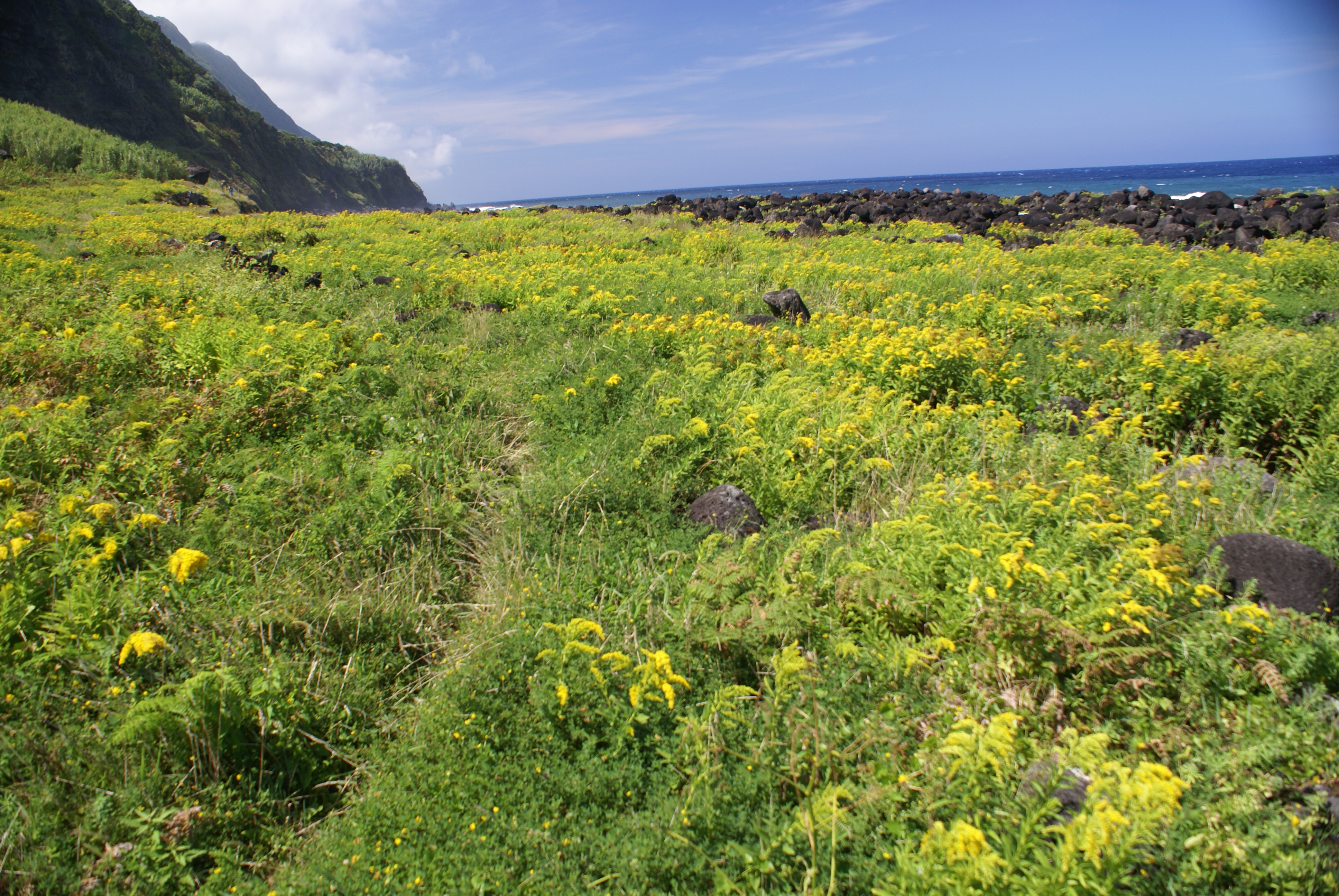
grande povoamento de Cubres, Solidago sempervirens